# Hertha Berliner Sport-Club 1992-1993
Questa voce raccoglie le informazioni riguardanti l'Hertha Berliner Sport-Club nelle competizioni ufficiali della stagione 1992-1993.

## Stagione
Nella stagione 1992-1993 l'Hertha Berlino, allenato da Bernd Stange e Günter Sebert, concluse il campionato di 2. Bundesliga al 5º posto. In Coppa di Germania l'Hertha Berlino fu eliminato agli ottavi di finale dal Bayer Leverkusen.

## Rosa
| N. |                     | Ruolo | Calciatore         |
| -- | ------------------- | ----- | ------------------ |
| 23 | Germania (bandiera) | D     | Oliver Schmidt     |
|    | Germania (bandiera) | P     | Walter Junghans    |
|    | Germania (bandiera) | P     | Marco Sejna        |
|    | Germania (bandiera) | D     | Uli Bayerschmidt   |
|    | Germania (bandiera) | D     | Gerald Klews       |
|    | Germania (bandiera) | D     | Sven Meyer         |
|    | Germania (bandiera) | D     | Daniel Scheinhardt |
|    | Germania (bandiera) | D     | Erich Seckler      |
|    | Serbia (bandiera)   | D     | Miroslav Tanjga    |
|    | Germania (bandiera) | D     | Andreas Zimmermann |
|    | Germania (bandiera) | C     | Mario Basler       |
|    | Germania (bandiera) | C     | Ayhan Gezen        |
|    | Germania (bandiera) | C     | Armin Görtz        |
|    | Germania (bandiera) | C     | Torsten Gowitzke   |

| N. |                        | Ruolo | Calciatore        |
| -- | ---------------------- | ----- | ----------------- |
|    | Germania (bandiera)    | C     | Theo Gries        |
|    | Germania (bandiera)    | C     | Oliver Holzbecher |
|    | Germania (bandiera)    | C     | Sven Kaiser       |
|    | Croazia (bandiera)     | C     | Niko Kovač        |
|    | Germania (bandiera)    | C     | Carsten Ramelow   |
|    | Germania (bandiera)    | C     | André Winkhold    |
|    | Ucraina (bandiera)     | C     | Ivan Yaremchuk    |
|    | Germania (bandiera)    | C     | Marco Zernicke    |
|    | Germania (bandiera)    | A     | Sven Demandt      |
|    | Germania (bandiera)    | A     | Marcus Feinbier   |
|    | Germania (bandiera)    | A     | Daniel Lehmann    |
|    | Germania (bandiera)    | A     | Mike Lünsmann     |
|    | Germania (bandiera)    | A     | Frank Schmöller   |
|    | Stati Uniti (bandiera) | A     | Chris Sullivan    |

## Organigramma societario
Area tecnica
- Allenatore: Günter Sebert
- Allenatore in seconda:
- Preparatore dei portieri:
- Preparatori atletici:

## Calciomercato

### Sessione estiva
| Acquisti | Acquisti        | Acquisti           | Acquisti |
| R.       | Nome            | da                 | Modalità |
| -------- | --------------- | ------------------ | -------- |
| A        | Sven Demandt    | Fortuna Düsseldorf |          |
| A        | Marcus Feinbier | Bayer Leverkusen   |          |
| D        | Gerald Klews    | Amburgo II         |          |
| A        | Frank Schmöller | Beerschot          |          |
| D        | Erich Seckler   | Bayer Leverkusen   |          |
| D        | Miroslav Tanjga | Stella Rossa       |          |

| Cessioni | Cessioni        | Cessioni               | Cessioni |
| R.       | Nome            | a                      | Modalità |
| -------- | --------------- | ---------------------- | -------- |
| C        | Dragutin Čelić  | Carl Zeiss Jena        |          |
| D        | Nikolaj Iliev   | Levski Sofia           |          |
| C        | Peter Kaehlitz  | Hertha Berlino II      |          |
| A        | Sven Kretschmer | Eintracht Braunschweig |          |
| C        | Thomas Rath     | Dinamo Dresda          |          |

### Sessione invernale
| Acquisti | Acquisti | Acquisti | Acquisti |
| R.       | Nome     | da       | Modalità |
| -------- | -------- | -------- | -------- |

| Cessioni | Cessioni | Cessioni | Cessioni |
| R.       | Nome     | a        | Modalità |
| -------- | -------- | -------- | -------- |

## Risultati

### 2. Bundesliga

#### Girone di andata
| Arbitro: | Amerell |

|                        |           |                      |
| Zernicke 37’ Gries 40’ | Marcatori | 45’ Manzi 86’ Knäbel |

| Arbitro: | Strigel |

|                 |           |                         |
| Sirocks 2’, 29’ | Marcatori | 6’ Demandt 57’ Zernicke |

| Arbitro: | Theobald |

|                             |           |  |
| Quedraogo 9’, 34’ Simon 73’ | Marcatori |  |

| Berlino 22 luglio 1992, ore 20:00 CEST 4ª giornata | Hertha Berlino | 0 – 0 referto | Eintracht Braunschweig | Friedrich-Ludwig-Jahn-Sportpark (6 800 spett.)\| Arbitro: \| Führer \| |
| Arbitro:                                           | Führer         |               |                        |                                                                        |

| Arbitro: | Fux |

|                 |           |  |
| Hobsch 71’, 85’ | Marcatori |  |

| Arbitro: | Fischer |

|               |           |  |
| Schmöller 89’ | Marcatori |  |

| Arbitro: | Brandauer |

|                        |           |  |
| Deffke 47’ Brandts 83’ | Marcatori |  |

| Arbitro: | Ziller |

|                                        |           |                       |
| Gries 14’, 84’ Feinbier 20’ Basler 72’ | Marcatori | 89’ (aut.) Zimmermann |

| Arbitro: | Malbranc |

|                            |           |              |
| Wahl 28’ Chałaśkiewicz 38’ | Marcatori | 51’ Zernicke |

| Berlino 23 agosto 1992, ore 15:00 CEST 10ª giornata | Hertha Berlino | 0 – 0 referto | Fortuna Düsseldorf | Stadio Olimpico (5 900 spett.)\| Arbitro: \| Habermann \| |
| Arbitro:                                            | Habermann      |               |                    |                                                           |

| Arbitro: | Kiefer |

|               |           |            |
| Hetmański 36’ | Marcatori | 67’ Basler |

| Arbitro: | Schmidt |

|                                                    |           |                        |
| Zimmermann 16’ Feinbier 40’ Gries 47’ Winkhold 90’ | Marcatori | 23’ Linke 31’ Gerstner |

| Arbitro: | Osmers |

|           |           |              |
| Shala 45’ | Marcatori | 5’ Schmöller |

| Arbitro: | Steinborn |

|               |           |                        |
| Schmöller 65’ | Marcatori | 28’ Seeliger 71’ Spies |

| Arbitro: | Zerr |

|                            |           |                        |
| Kleeschätzky 76’ Reich 80’ | Marcatori | 21’ Gries 75’ Lünsmann |

| Arbitro: | Berg |

|             |           |                       |
| Demandt 43’ | Marcatori | 53’ Boer 64’ Heidrich |

| Arbitro: | Kuhne |

|                   |           |           |
| Sedláček 52’, 71’ | Marcatori | 86’ Gries |

| Arbitro: | Schäfer |

|                       |           |                             |
| Gries 20’ Demandt 27’ | Marcatori | 23’, 77’ Akpoborie 55’ Klee |

| Arbitro: | Werthmann |

|                  |           |                      |
| Freiler 11’, 20’ | Marcatori | 30’ Gries 50’ Basler |

| Arbitro: | Willems |

|                            |           |  |
| Gries 33’ Demandt 51’, 81’ | Marcatori |  |

| Arbitro: | Löwer |

|                         |           |           |
| Tarnat 45’ Minkwitz 79’ | Marcatori | 36’ Gries |

| Arbitro: | Jansen |

|                                                   |           |  |
| Gries 31’ Zimmermann 36’ Demandt 50’ Zernicke 63’ | Marcatori |  |

| Arbitro: | Wippermann |

|  |           |                                   |
|  | Marcatori | 19’ Gries 47’ Basler 80’ Lünsmann |

#### Girone di ritorno
| Arbitro: | Buchhart |

|           |           |           |
| Manzi 48’ | Marcatori | 36’ Gries |

| Arbitro: | Leimert |

|                                  |           |  |
| Lünsmann 62’ Kovač 78’ Gries 87’ | Marcatori |  |

| Arbitro: | Dellwing |

|            |           |  |
| Tanjga 68’ | Marcatori |  |

| Arbitro: | Lange |

|                   |           |                                   |
| Geilenkirchen 37’ | Marcatori | 34’ Gries 51’ Basler 86’ Zernicke |

| Arbitro: | Harder |

|                                                   |           |            |
| Demandt 5’ Gries 20’ Kracht 73’ (aut.) Basler 85’ | Marcatori | 75’ Kracht |

| Arbitro: | Pohlmann |

|           |           |                          |
| Pusch 45’ | Marcatori | 60’ Demandt 71’ Lünsmann |

| Arbitro: | Zerr |

|                       |           |          |
| Gries 38’ Demandt 78’ | Marcatori | 81’ Hupe |

| Arbitro: | Willems |

|                          |           |           |
| Lemberger 22’ Bergen 42’ | Marcatori | 75’ Gezen |

| Arbitro: | Domurat |

|                                                        |           |           |
| Scheinhardt 9’ Demandt 45’ Gries 59’ Lünsmann 65’, 71’ | Marcatori | 18’ Lange |

| Arbitro: | Kuhne |

|            |           |                                   |
| Winter 74’ | Marcatori | 36’ Lünsmann 49’ Gries 73’ Basler |

| Arbitro: | Scheuerer |

|                                              |           |  |
| Lünsmann 12’, 63’ Basler 59’ Scheinhardt 82’ | Marcatori |  |

| Arbitro: | Wagner |

|              |           |           |
| Gerstner 69’ | Marcatori | 11’ Gries |

| Arbitro: | Prengel |

|                     |           |         |
| Hofacker 51’ (aut.) | Marcatori | 27’ Epp |

| Arbitro: | Dardenne |

|                                            |           |                      |
| Braun 32’, 60’ Heidenreich 47’ Rraklli 56’ | Marcatori | 12’ Gries 36’ Basler |

| Arbitro: | Wittke |

|                          |           |  |
| Basler 65’ Schmöller 83’ | Marcatori |  |

| Chemnitz 1º maggio 1993, ore 15:30 CEST 39ª giornata | Chemnitz | 0 – 0 referto | Hertha Berlino | Sportforum Chemnitz (4 700 spett.)\| Arbitro: \| Strampe \| |
| Arbitro:                                             | Strampe  |               |                |                                                             |

| Arbitro: | Weise |

|                                  |           |                                    |
| Demandt 19’ Gries 26’ Basler 89’ | Marcatori | 39’, 59’ Jakubauskas 90’ Ebersbach |

| Arbitro: | Stenzel |

|          |           |              |
| Klee 27’ | Marcatori | 49’ Lünsmann |

| Arbitro: | Harder |

|                         |           |  |
| Basler 58’ Lünsmann 70’ | Marcatori |  |

| Arbitro: | Assenmacher |

|                           |           |                           |
| Wagner 67’ Hayer 72’, 86’ | Marcatori | 24’ Lünsmann 48’ Feinbier |

| Arbitro: | Schmidhuber |

|                      |           |  |
| Kaiser 44’ Gries 66’ | Marcatori |  |

| Meppen 30 maggio 1993, ore 15:00 CEST 45ª giornata | Meppen | 0 – 0 referto | Hertha Berlino | Emslandstadion (6 000 spett.)\| Arbitro: \| Frey \| |
| Arbitro:                                           | Frey   |               |                |                                                     |

| Arbitro: | Ziller |

|            |           |  |
| Ramelow 7’ | Marcatori |  |

### Coppa di Germania
| Arbitro: | Amerell |

|                          |           |                                             |
| Seeliger 31’ Rraklli 65’ | Marcatori | 59’ Lünsmann 72’ Gries 74’ Basler 89’ Gezen |

| Arbitro: | Wippermann |

|                         |           |                                                 |
| Gartmann 11’ Marell 18’ | Marcatori | 27’ Feinbier 90’ Basler 108’ Klews 115’ Demandt |

| Arbitro: | Scheuerer |

|          |           |  |
| Thom 83’ | Marcatori |  |

## Statistiche

### Statistiche di squadra
| Competizione      | Punti | In casa | In casa | In casa | In casa | In casa | In casa | In trasferta | In trasferta | In trasferta | In trasferta | In trasferta | In trasferta | Totale | Totale | Totale | Totale | Totale | Totale | DR  |
| Competizione      | Punti | G       | V       | N       | P       | Gf      | Gs      | G            | V            | N            | P            | Gf           | Gs           | G      | V      | N      | P      | Gf     | Gs     | DR  |
| ----------------- | ----- | ------- | ------- | ------- | ------- | ------- | ------- | ------------ | ------------ | ------------ | ------------ | ------------ | ------------ | ------ | ------ | ------ | ------ | ------ | ------ | --- |
| 2. Bundesliga     | 53    | 23      | 15      | 5       | 3       | 52      | 19      | 23           | 4            | 10           | 9            | 30           | 36           | 46     | 19     | 15     | 12     | 82     | 55     | +27 |
| Coppa di Germania | -     | 0       | 0       | 0       | 0       | 0       | 0       | 3            | 2            | 0            | 1            | 8            | 5            | 3      | 2      | 0      | 1      | 8      | 5      | +3  |
| Totale            | 53    | 23      | 15      | 5       | 3       | 52      | 19      | 26           | 6            | 10           | 10           | 38           | 41           | 49     | 21     | 15     | 13     | 90     | 60     | +30 |

### Andamento in campionato
| Giornata  | 1 | 2  | 3  | 4  | 5  | 6  | 7  | 8  | 9  | 10 | 11 | 12 | 13 | 14 | 15 | 16 | 17 | 18 | 19 | 20 | 21 | 22 | 23 | 24 | 25 | 26 | 27 | 28 | 29 | 30 | 31 | 32 | 33 | 34 | 35 | 36 | 37 | 38 | 39 | 40 | 41 | 42 | 43 | 44 | 45 | 46 |
| --------- | - | -- | -- | -- | -- | -- | -- | -- | -- | -- | -- | -- | -- | -- | -- | -- | -- | -- | -- | -- | -- | -- | -- | -- | -- | -- | -- | -- | -- | -- | -- | -- | -- | -- | -- | -- | -- | -- | -- | -- | -- | -- | -- | -- | -- | -- |
| Luogo     | C | T  | T  | C  | T  | C  | T  | C  | T  | C  | T  | C  | T  | C  | T  | C  | T  | C  | T  | C  | T  | C  | T  | T  | C  | C  | T  | C  | T  | C  | T  | C  | T  | C  | T  | C  | T  | C  | T  | C  | T  | C  | T  | C  | T  | C  |
| Risultato | N | N  | P  | N  | P  | V  | P  | V  | P  | N  | N  | V  | N  | P  | N  | P  | P  | P  | N  | V  | P  | V  | V  | N  | V  | V  | V  | V  | V  | V  | P  | V  | V  | V  | N  | N  | P  | V  | N  | N  | N  | V  | P  | V  | N  | V  |
| Posizione | 8 | 12 | 21 | 19 | 21 | 18 | 18 | 17 | 19 | 20 | 20 | 15 | 15 | 17 | 17 | 18 | 19 | 19 | 21 | 18 | 19 | 17 | 15 | 16 | 14 | 12 | 11 | 9  | 8  | 7  | 8  | 6  | 5  | 5  | 5  | 5  | 6  | 5  | 6  | 6  | 6  | 5  | 6  | 5  | 5  | 5  |

Legenda:

Luogo: C = Casa; T = Trasferta. Risultato: V = Vittoria; N = Pareggio; P = Sconfitta.

### Statistiche dei giocatori
| Giocatore       | 2. Bundesliga | 2. Bundesliga | 2. Bundesliga | 2. Bundesliga | Coppa di Germania | Coppa di Germania | Coppa di Germania | Coppa di Germania | Totale   | Totale | Totale      | Totale     |
| Giocatore       | Presenze      | Reti          | Ammonizioni   | Espulsioni    | Presenze          | Reti              | Ammonizioni       | Espulsioni        | Presenze | Reti   | Ammonizioni | Espulsioni |
| --------------- | ------------- | ------------- | ------------- | ------------- | ----------------- | ----------------- | ----------------- | ----------------- | -------- | ------ | ----------- | ---------- |
| M. Basler       | 44            | 12            | 9             | 0             | 3                 | 2                 | 0                 | 0                 | 47       | 14     | 9           | 0          |
| U. Bayerschmidt | 41            | 0             | 3             | 0             | 1                 | 0                 | 0                 | 0                 | 42       | 0      | 3           | 0          |
| S. Demandt      | 38            | 11            | 3             | 0             | 3                 | 1                 | 0                 | 0                 | 41       | 12     | 3           | 0          |
| M. Feinbier     | 26            | 3             | 2             | 1             | 2                 | 1                 | 0                 | 0                 | 28       | 4      | 2           | 1          |
| A. Gezen        | 8             | 1             | 0             | 0             | 3                 | 1                 | 0                 | 0                 | 11       | 2      | 0           | 0          |
| T. Gowitzke     | 9             | 0             | 0             | 0             | 0                 | 0                 | 0                 | 0                 | 9        | 0      | 0           | 0          |
| T. Gries        | 46            | 23            | 3             | 0             | 3                 | 1                 | 0                 | 0                 | 49       | 24     | 3           | 0          |
| A. Görtz        | 8             | 0             | 1             | 0             | 1                 | 0                 | 0                 | 0                 | 9        | 0      | 1           | 0          |
| O. Holzbecher   | 0             | 0             | 0             | 0             | 0                 | 0                 | 0                 | 0                 | 0        | 0      | 0           | 0          |
| W. Junghans     | 31            | 0             | 0             | 0             | 2                 | 0                 | 0                 | 0                 | 33       | 0      | 0           | 0          |
| S. Kaiser       | 3             | 1             | 0             | 0             | 0                 | 0                 | 0                 | 0                 | 3        | 1      | 0           | 0          |
| G. Klews        | 25            | 0             | 0             | 0             | 2                 | 1                 | 1                 | 0                 | 27       | 1      | 1           | 0          |
| N. Kovač        | 42            | 1             | 8             | 0             | 3                 | 0                 | 0                 | 0                 | 45       | 1      | 8           | 0          |
| D. Lehmann      | 4             | 0             | 0             | 0             | 1                 | 0                 | 0                 | 0                 | 5        | 0      | 0           | 0          |
| M. Lünsmann     | 42            | 12            | 8             | 1             | 2                 | 1                 | 0                 | 0                 | 44       | 13     | 8           | 1          |
| S. Meyer        | 9             | 0             | 1             | 0             | 1                 | 0                 | 0                 | 0                 | 10       | 0      | 1           | 0          |
| C. Ramelow      | 3             | 1             | 0             | 0             | 0                 | 0                 | 0                 | 0                 | 3        | 1      | 0           | 0          |
| D. Scheinhardt  | 32            | 2             | 6             | 2             | 1                 | 0                 | 1                 | 0                 | 33       | 2      | 7           | 2          |
| O. Schmidt      | 6             | 0             | 1             | 0             | 0                 | 0                 | 0                 | 0                 | 6        | 0      | 1           | 0          |
| F. Schmöller    | 14            | 4             | 4             | 0             | 0                 | 0                 | 0                 | 0                 | 14       | 4      | 4           | 0          |
| E. Seckler      | 7             | 0             | 1             | 0             | 1                 | 0                 | 1                 | 0                 | 8        | 0      | 2           | 0          |
| M. Sejna        | 15            | 0             | 0             | 0             | 1                 | 0                 | 0                 | 0                 | 16       | 0      | 0           | 0          |
| C. Sullivan     | 6             | 0             | 1             | 0             | 1                 | 0                 | 0                 | 0                 | 7        | 0      | 1           | 0          |
| M. Tanjga       | 15            | 1             | 7             | 1             | 1                 | 0                 | 0                 | 0                 | 16       | 1      | 7           | 1          |
| A. Winkhold     | 44            | 1             | 10            | 1             | 3                 | 0                 | 0                 | 0                 | 47       | 1      | 10          | 1          |
| I. Yaremchuk    | 0             | 0             | 0             | 0             | 0                 | 0                 | 0                 | 0                 | 0        | 0      | 0           | 0          |
| M. Zernicke     | 38            | 5             | 8             | 0             | 1                 | 0                 | 0                 | 0                 | 39       | 5      | 8           | 0          |
| A. Zimmermann   | 27            | 2             | 5             | 1             | 3                 | 0                 | 1                 | 0                 | 30       | 2      | 6           | 1          |